# Emily (film 1976)
Emily è un film erotico britannico del 1976 ambientato negli anni '20 diretto da Henry Herbert ed interpretato da Koo Stark.
La vicenda ruota attorno ad una ragazza di diciassette anni inseguita da vari uomini e donne di mezza età. L'ambientazione principale del film è Wilton House, che era la residenza ancestrale del regista, e la campagna circostante.

## Trama
Inghilterra, 1928. La diciassettenne Emily Foster fa ritorno nella casa di campagna di sua madre nella campagna inglese da una scuola di perfezionamento in Svizzera. Quì la giovane trova diversi personaggi che vorrebbero sedurla, tra i quali Richard Walker, l'amante di sua madre, e il giovane scrittore e insegnante americano James Wise.

## Produzione
Il film è stato prodotto da Christopher Neame, che ne ha anche scritto la sceneggiatura, affermando di averla completata in diciassette ore. Neame si è assicurato i servizi di Henry Herbert come direttore, insieme alla sua grande casa e tenuta nel Wiltshire come location. Neame in seguito scrisse che questa era "una casa di campagna di sbiadita grandezza, ma si adattava bene alla narrazione".
Il regista, Henry Herbert, aveva precedentemente realizzato diversi documentari sui musicisti ma un solo lungometraggio.

## Distribuzione
Il film venne distribuito nei cinema britannici nel novembre 1976.
In Italia il film uscì nei cinema solamente nel 1979.

## Accoglienza

### Critica
Alan Brien scrisse sul The Observer che Neame e Herbert avrebbero potuto essere più espliciti in certe scene del film poiché la censura era stata allentata.
The Motion Picture Guide (1986) ha commentato: "Rod McKuen contribuisce con una colonna sonora tipicamente miserabile."

Nel loro libro Great Houses of England & Wales (1994), Hugh Montgomery-Massingberd e Christopher Simon Sykes scrissero:
"L'attuale Lord Pembroke è (come Henry Herbert) un regista cinematografico e televisivo, meglio conosciuto per la serie drammatica sulla guerra civile By the Sword Divided e per Emily, con miss Koo Stark."
Lo storico Simon Sebag Montefiore andò a vedere il film mentre era a scuola aspettandosi, grazie alla clamorosa copertura della stampa, un film sorprendente. In seguito lo ha definito "una delle più grandi delusioni della mia adolescenza".

### Botteghino e revival
Emily ebbe un discreto successo al botteghino negli anni '70. All'inizio degli anni '80 il film ottenne nuova fama grazie alla storia d'amore tra la protagonista Koo Stark e il Principe Andrea. In quel periodo il film venne spesso trasmesso su HBO e altri canali TV via cavo.